# Девять ярдов 2
«Девять ярдов 2» (англ. The Whole Ten Yards; иногда — «Десять ярдов» ) — американский комедийный фильм 2004 года, снятый режиссёром Ховардом Дойчем. Сиквел комедийного боевика «Девять ярдов». В отличие от первого фильма, имевшего коммерческий успех, вторая часть собрала 26,2 млн долларов при бюджете в 40 млн.

## Сюжет
Благодаря помощи своего бывшего соседа-дантиста Николаса «Оза» Озерански, бывший киллер Джимми «Тюльпан» Тудески проводит свои дни, скрупулёзно прибирая в доме и улучшая свои кулинарные способности. Он живёт со своей женой Джилл, которая желает быть опытным киллером, но у неё не получается совершить нормальное убийство (все её «клиенты» погибают по нелепым случайностям). Внезапно на пороге появляется незваная и нежелательная связь с их прошлым — Оз, умоляющий их помочь ему вызволить его жену Синтию из лап венгерской мафии. Более того, руководителем мафии является недавно вышедший из тюрьмы (попавший туда по вине Джимми) Лазло Гоголак, человек, вырастивший Джимми.

## В ролях
| Актёр            | Роль                       |
| ---------------- | -------------------------- |
| Брюс Уиллис      | Джимми Тудески (Тюльпан)   |
| Мэттью Перри     | Николас Озерански (Оз)     |
| Наташа Хенстридж | Синтия Озерански           |
| Аманда Пит       | Джилл Тудески              |
| Кевин Поллак     | Ласло Гоголак              |
| Фрэнк Коллисон   | Страбониц Гоголак (Страбо) |
| Таша Смит        | Джульз Фигэроа             |
| Джонни Месснер   | Зево                       |